# Fond d'Or (Micoud)
Fond d'Or es una localidad de Santa Lucía que forma parte del distrito de Micoud.